# Liza Dieckwisch

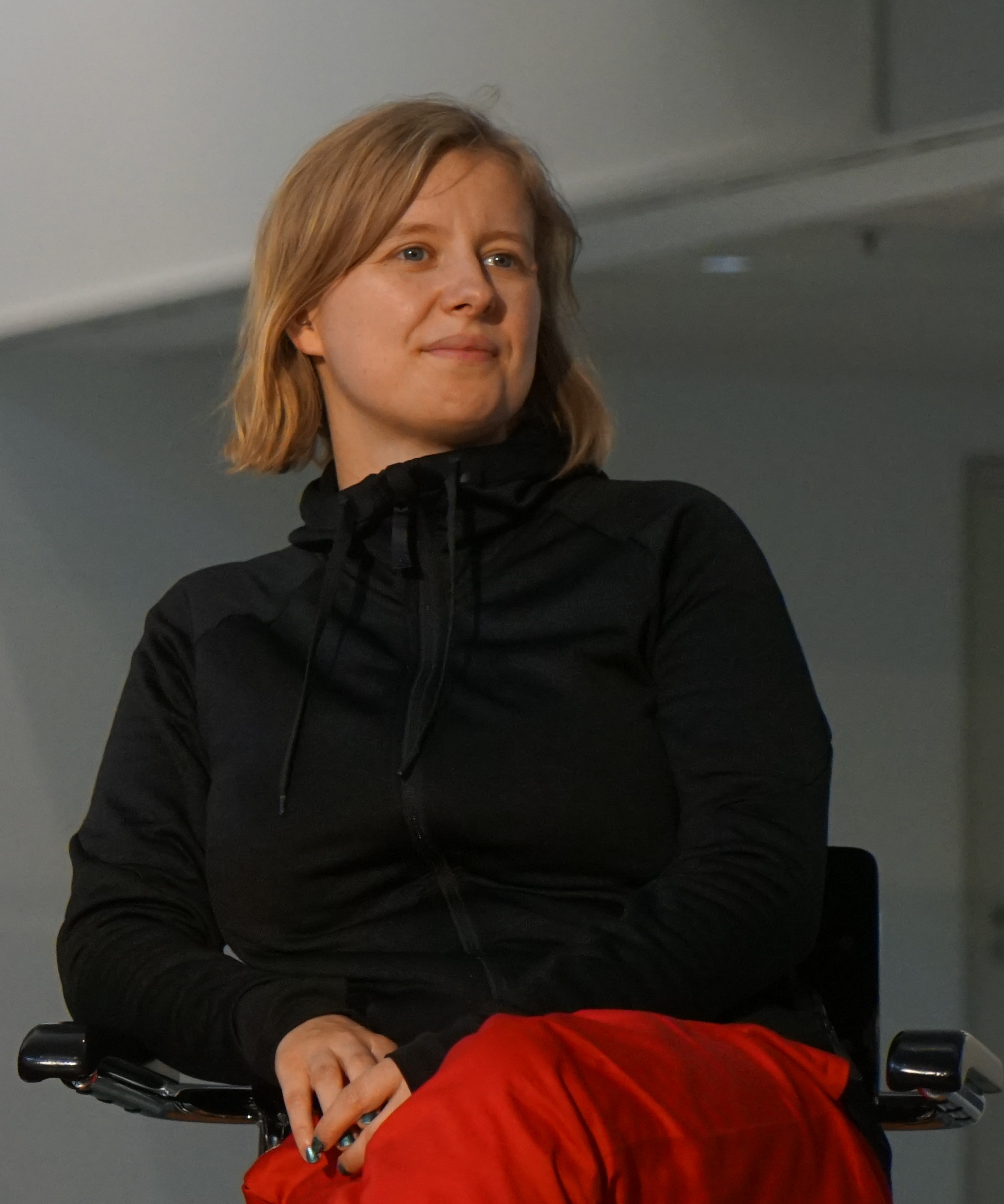
Liza Dieckwisch, 2025

Liza Dieckwisch (* 1989 in Kiel) ist eine deutsche Künstlerin.

## Leben
Liza Dieckwisch studierte von 2009 bis 2015 an der Kunstakademie Düsseldorf Malerei. 2014 wurde sie Meisterschülerin von Katharina Grosse. Liza Dieckwisch lebt und arbeitet in Düsseldorf und Kiel.

## Werk
In ihrer Arbeit erkundet Liza Dieckwisch die Möglichkeiten eines offenen und flexibleren Bildverständnisses. Inspiriert von ihrem alltäglichen Essen entwickelt Liza Dieckwisch amorphe und flexible Malereien aus Stoff, Silikon, Pigmenten und verschiedenen farbigen Alltagsgegenständen. Dabei kommen ihre Malereien ohne klassischen Träger wie Leinwand, Holz oder Papier aus. Sie beschäftigt sich vor allem mit der Autonomie von Farbe im Raum: eine selbst tragende Farbe, die unabhängig von einem Bildträger ist und dadurch einen direkten Bezug zum Raum erhält. Farbe kann als architektonisches Element, Wandmalerei oder auch Teil einer Landschaft in Erscheinung treten.
Wichtiger Bestandteil ihrer künstlerischen Arbeit ist die Zusammenarbeit in den zwei Künstlerinnenkollektiven Mother Of Pearl (mit Ae Ran Kim, Jungwoon Kim, Klara Paterok, seit 2013) und Artist Mukbang (mit Julia Gruner, seit 2018).

## Auszeichnungen und Preise (Auswahl)
- 2022/2023: Rompreis der Deutschen Akademie Rom Villa Massimo[1]
- 2021: Förderpreis DIE GROSSE, Verein Düsseldorfer Künstler
- 2020: Arbeitsstipendium der NRW-Kunststiftung
- 2019: Nordwestkunstpreis der Kunsthalle Wilhelmshaven
- 2019: Arbeitsstipendium der Stiftung Kunstfonds
- 2017: Förderpreis für Bildende Kunst der Stadt Düsseldorf[2]
- 2017: Arbeitsstipendium, sundaymorning@ekwc, Europan Ceramic Work Centre, Oisterwijk[3]
- 2016: Jahresstipendium der Kunststiftung NRW, Schloss Ringenberg
- 2016: Werner Deutsch Preis für Junge Kunst, Museum Kurhaus Kleve[4]

## Einzelausstellungen (Auswahl)
- 2022: Regeln für Schaummassen und Eischnee, Neuer Kunstverein Wuppertal
- 2020: When cake glaze shines perfectly, Kunsthalle Wilhelmshaven[5]
- 2020: I ate your mermaid, Kulturdrogerie, Wien
- 2017: Förderpreis für Bildende Kunst der Landeshauptstadt Düsseldorf, mit Robert Olawuyi, Kunstraum Düsseldorf
- 2016: Fancy Ices, Museum Kurhaus Kleve

## Gruppenausstellungen (Auswahl)
- 2024: Sommer der Künste, Kunstmuseum Stuttgart
- 2024: Schlaraffenland, Dortmunder Kunstverein
- 2022: Zweiter Persönlicher Magnetismus, Kunsthaus Essen[6]
- 2021: Mother of Pearl, florapontemporay, St. Florian bei Linz
- 2020: First We Eat, Catalyst Arts, Belfast[7]
- 2019: Nordwestkunst, Kunsthalle Wilhelmshaven
- 2018: Capitalo, Chthulu, and a Much Hotter Compost Pile, Kunstraum Kreuzberg/Bethanien, Berlin
- 2017: In guten und in schlechten Zeiten. Wie was bleibt. Museum für Neue Kunst Freiburg[8]
- 2016: Living with ghosts, Schloss Ringenberg, Hamminkeln
- 2016: Creatures of the Mud, Westfälischer Kunstverein, Münster[9]
- 2015: Wahlverwandtschaften, Lehmbruck-Museum, Duisburg
- 2015: Folge der Einrichtung, Kunstraum Niederoesterreich, Wien
- 2014: Tau, Kunst im Tunnel, Düsseldorf